# Mathias Brandl
Mathias Karl Brandl (7. ledna 1807 Lichtenau im Mühlkreis – 11. května 1888 Lichtenau im Mühlkreis) byl rakouský politik německé národnosti z Horních Rakous, během revolučního roku 1848 poslanec Říšského sněmu.

## Biografie
Roku 1849 se uvádí jako Mathias Brandl, láník v obci Lichtenau.
Během revolučního roku 1848 se zapojil do veřejného dění. Ve volbách roku 1848 byl zvolen i na ústavodárný Říšský sněm. Zastupoval volební obvod Neufelden. Tehdy se uváděl coby láník. Náležel ke sněmovní levici. Podílel se na prosazení osvobození rolníků (zrušení poddanství a roboty).